# Callistochiton occiduus
Callistochiton occiduus är en blötdjursart som beskrevs av Edwin Ashby och Cotton 1934. Callistochiton occiduus ingår i släktet Callistochiton och familjen Ischnochitonidae.
Artens utbredningsområde är Western Australia. Inga underarter finns listade i Catalogue of Life.